# Eterodina
L'eterodina, chiamata anche rigeneratore Armstrong, è un particolare tipo di circuito elettronico impiegato per costruire ricevitori radio.
Fu inventato nel 1913 da Edwin Howard Armstrong durante i suoi studi sul funzionamento del triodo e basa il suo funzionamento su di un oscillatore locale il cui segnale viene miscelato con quello da ricevere.
Questo tipo di circuito non è impiegato oggi nella produzione di apparecchiature radio commerciali, ed è stato sostituito dal circuito a supereterodina praticamente in tutte le applicazioni, ma per la sua semplicità rappresenta un valido esempio didattico e offre buone possibilità di sperimentazione per gli appassionati di elettronica.
Le caratteristiche che distinguono un rigeneratore Armstrong o eterodina (il cui funzionamento è identico a quello dell'omonimo oscillatore) sono:
1. La presenza di un filtro LC che stabilisce la frequenza di oscillazione.
2. La retroazione avviene attraverso l'accoppiamento induttivo tra un'induttanza, detta di tickler, e l'induttanza del filtro LC.
3. L'utilizzo di un amplificatore in classe C autopolarizzato.

Questo oscillatore fornisce un segnale con un'ampiezza e una frequenza abbastanza stabili.
Innanzitutto per analizzare il funzionamento del nostro circuito lo possiamo pensare come composto da tre blocchi fondamentali: l'amplificatore, il filtro LC e la rete di retroazione.

## L'amplificatore

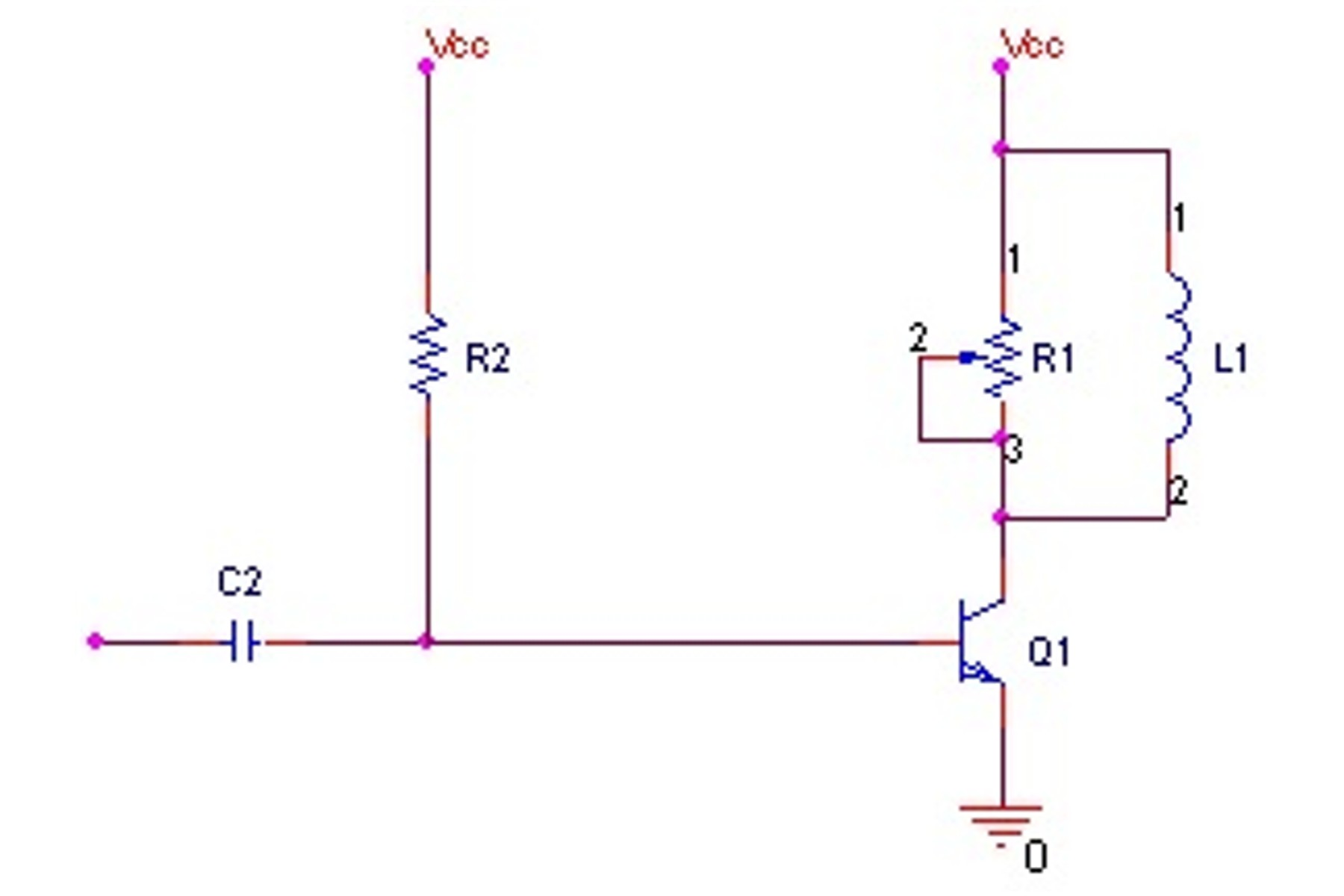
Amplificatore a emettitore comune

Come esempio di amplificatore utilizziamo un amplificatore a transistor BJT a emettitore comune.
C2 è un condensatore di accoppiamento e Vcc attraverso R2 polarizza direttamente il transistor.
R1 e L1 costituiscono l'impedenza di collettore.
Questo tipo di amplificatore crea uno sfasamento di 180° tra il segnale di base e quello di collettore.

## Il filtro LC

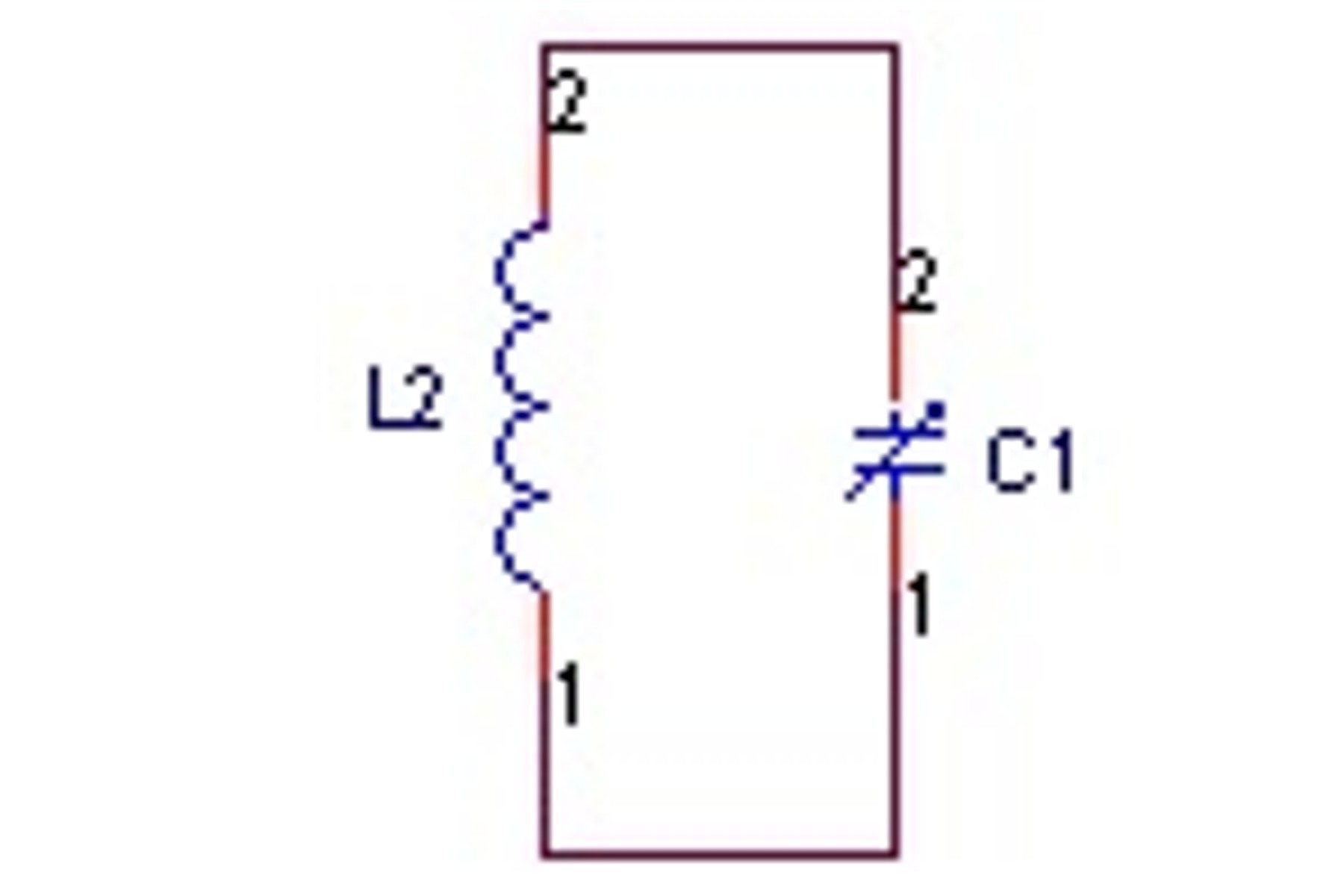
Filtro LC parallelo

Questo dispositivo è un comunissimo filtro LC in parallelo ed è la parte dell'oscillatore che determina la frequenza di oscillazione.
La frequenza di oscillazione può essere scelta variando opportunamente la capacità del condensatore C1 che, come si vede dallo schema, è un condensatore variabile.

## La rete di retroazione

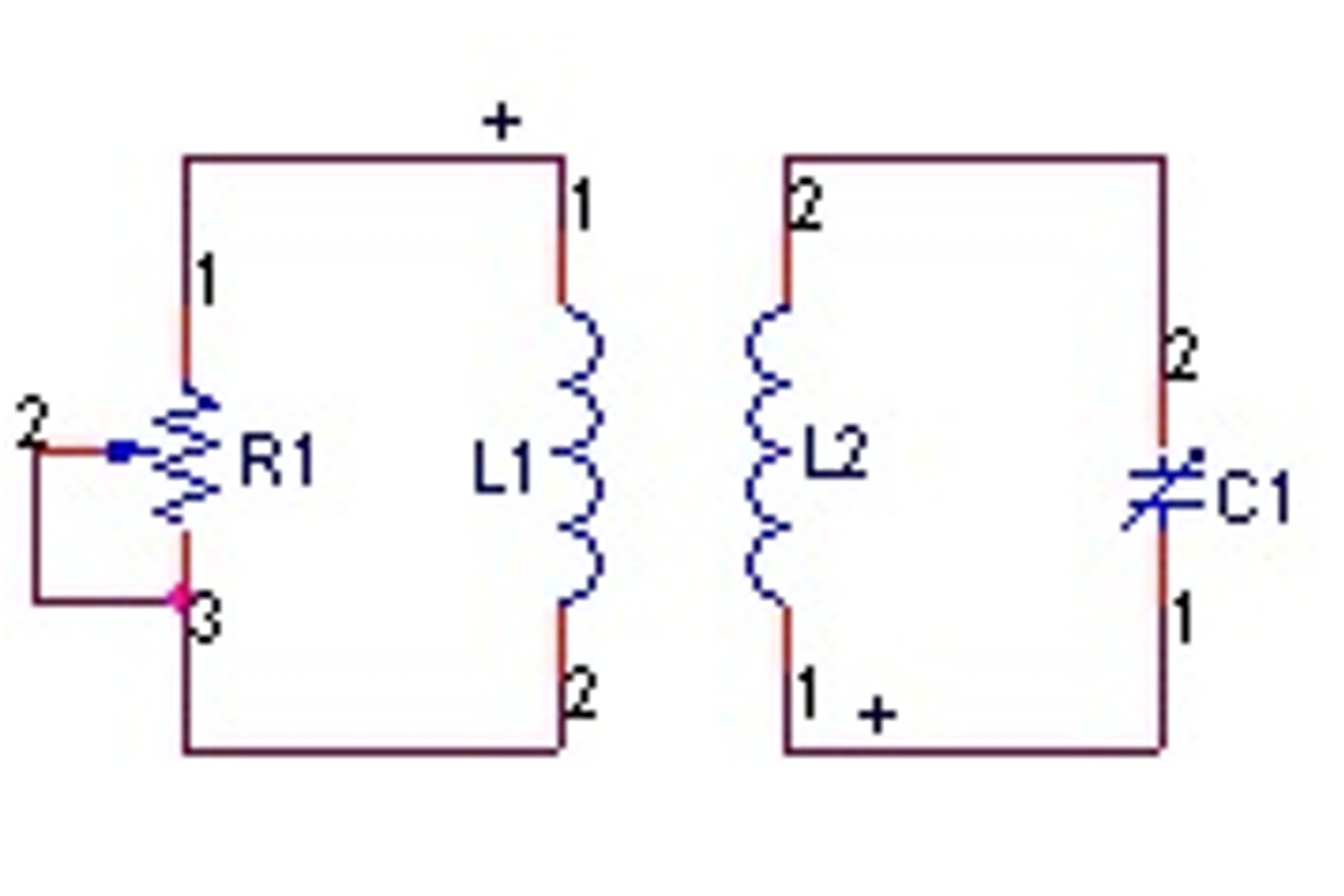
Rete di retroazione

Utilizzando come induttanze L1 e L2 il primario e il secondario di un trasformatore, otteniamo una rete di retroazione. Questo trasformatore fornisce uno sfasamento di 180° come evidenziato nello schema.
La resistenza variabile R1 controlla la corrente che attraversa L1. Se tale resistenza è regolata al suo massimo valore, allora la maggior parte della corrente passa per L1 e di conseguenza c'è un maggior passaggio di energia tra il primario e il secondario e una maggior tensione ai capi di quest'ultimo. Viceversa se la resistenza è regolata sul suo minimo valore, allora ci sarà meno corrente che passa attraverso L1 e ci sarà un minor passaggio di energia tra primario e secondario e una minor tensione su quest'ultimo.

## L'oscillatore Armstrong

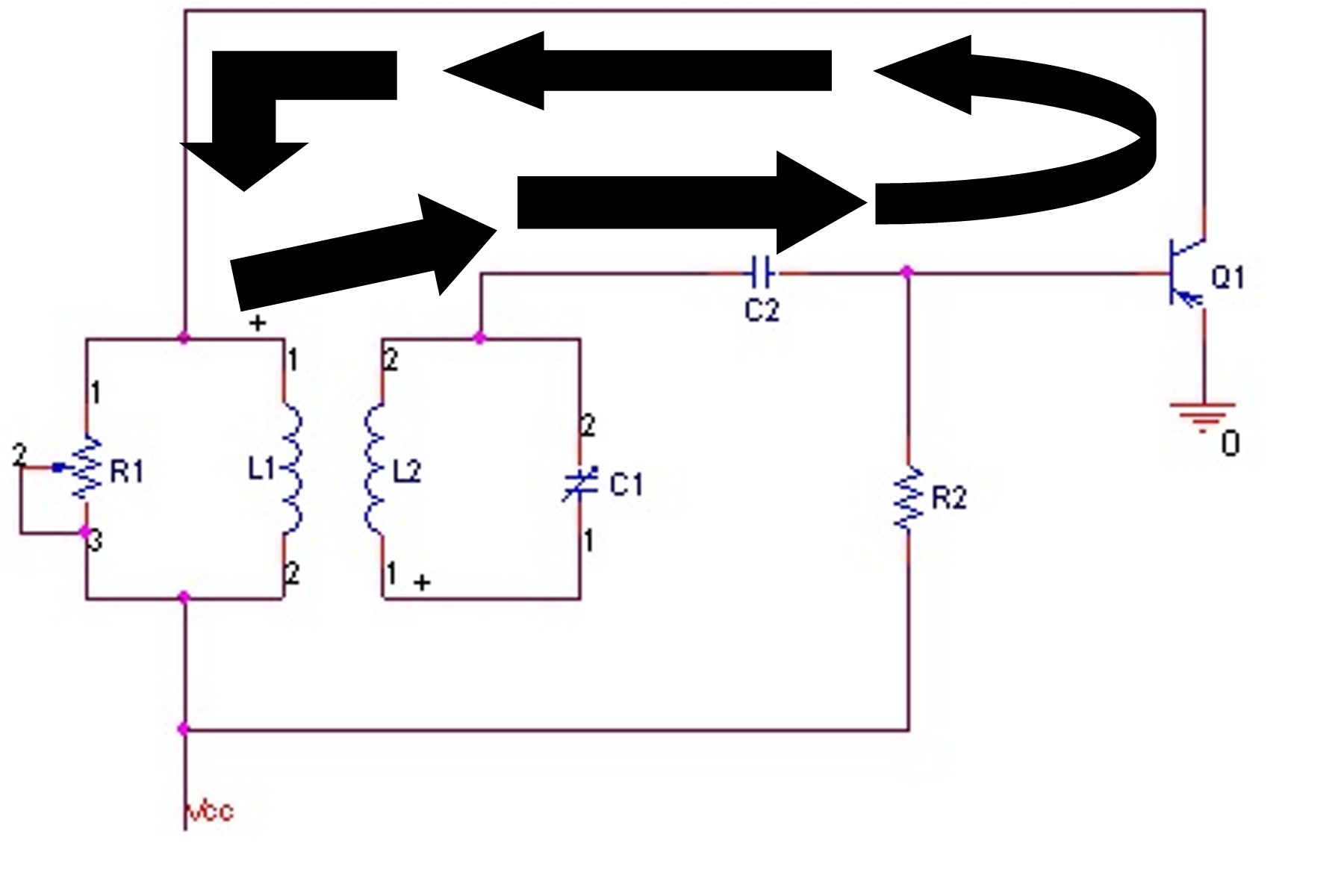
Oscillatore Armstrong

Unendo queste tre componenti otteniamo l'oscillatore Armstrong.
Dallo schema si può notare come la rete di retroazione collegata tramite C2 al transistor crei un anello chiuso retroazionato (come mostrato dalle frecce).
Ora analizziamo il circuito nel suo insieme per capire come funziona da rigeneratore.
Poniamo innanzitutto un segnale positivo sulla base del transistor in modo da polarizzarlo direttamente. In questo modo inizia a scorrere nel circuito la corrente di collettore che provoca un incremento della tensione ai capi di L1 e R1. Questa tensione, a causa dell'accoppiamento, si ritrova invertita ai capi di L2 e C1 e attraverso il condensatore C2 arriva alla base del transistor.
La retroazione controbilancia lo smorzamento e permette anche di avere un guadagno di ampiezza.